# حزب عدل

الحزب العلماني الديمقراطي الليبرالي السوري - حزب عدل - حزب وطني الدلالة , ديمقراطي الآلية، إنساني التوجه، حضاري الثقافة، سياسي الطابع، علماني الهدف؛ ينطلق من تجارب الماضي ويعمل في الحاضر لبناء المستقبل، كي يؤسس وينشر الفكر العلماني الحقيقي النابع من القيم و الكرامة الوطنية السورية وذلك من خلال تجسيده لهذا الفكر، من ناحية على المستوى الوطني من خلال مجالات التنمية وحقوق الإنسان والإصلاح والديمقراطية وعلى المستوى الدولي من ناحية أخرى من خلال تشجيع علاقات الاحترام المتبادل، و محاولة تسوية مختلف الصراعات بالوسائل السلمية، ونبذ كافة أشكال العنف، وتعزيز الحوار والتضامن بين مختلف الحضارات والشعوب والثقافات.

## الوثيقة التأسيسية لحزب عدل

### مقدمة
يسعى  عدل  جاهداً إلى قيام مجتمع علماني، و ذلك بالمشاركة مع غيره من الأحزاب والمنظمات، ذات التوجه العلماني الوطني و الأخلاقي والمجتمعي، سواء تلك التي ظهرت أو ستظهر على الساحة السورية، من أجل الوصول إلى وطن سالم آمن حر سيد مستقل و إنسانية تتعاظم وتتنامى، عبر التمسك بهذه المبادئ الإنسانية - الأخلاقية.
إننا نناضل، من أجل السلم المجتمعي، ونبذ العنف. وفي سعيه لخلق هذا المجتمع العلماني المتجدد، يعمل  عدل  على تطوير البنى الاقتصادية والثقافية والاجتماعية؛ وعلى دفع عجلة التعليم إلى المدى الأقصى، من اجل الوصول إلى مجتمع أفراده مثقفون نشيطون، يضعون سيادة القانون في المرتبة الأولى، وهو ما سينطلق بهم إلى أفق وطني أوسع وأجمل.
يرى حزب عدل  أن الدولة المدنية المنشودة، هي تلك التي لا تميز بين مواطنيها بسبب العرق أو اللون أو الجنس أو اللغة أو الأصل القومي؛ تلك التي تعمل على إعلاء شعار المواطنة الذي يراه حزب عدل الطريق الحقيقي لبناء الدولة المنشودة، وهو ما يعني إعلاء منظومة من قيم التقدم الشامل، والبدء من حيث وصل الضمير الإنساني.
يعتبر حزب  عدل  أن ما ذكر آنفاً هو جوهر رسالته، وذلك بأمل الانتقال إلى أهداف أخرى في المراحل اللاحقة من أجل مزيد من الدفع نحو مزيد من الديمقراطية وبالتالي مدنية الدولة.

### اسم الحزب
يحمل الحزب الاسمعدل وهي حروف اختصار ل (علمانية – ديمقراطية – ليبرالية) .

### شعار الحزب
```
.
```

### تعريف الحزب
حزب عدل هو حزب معرفي – سياسي - مجتمعي، يسعى سلمياً لإحداث التطوير الفكري والمعرفي والسياسي والاجتماعي لمنظومة جديدة من القيم والسلوك العلمانيين.
إنه صيرورة بُنى غير متكاملة، منفتحة على الحوار النقدي والتساؤل البنّاء من أجل إصلاح جذري يطال كافة وجوه المجتمع وبالتالي الدولة، بغية الوصول إلى وطن مدني-ديمقراطي، ذي مرجعية علمانية نابذة لكافة أشكال الطائفية، يعيش الحاضر مستفيداً لا مأسوراً لتجارب الماضي، في انفتاح كامل على المستقبل، قريبه وبعيده.
يؤمن حزب  عدل  أن سوريّا جزء لا يتجزأ من بلاد الشام، التي هي بدورها قطعة تتكامل عضوياً مع الوطن العربي الكبير، الممتد من الخليج العربي شرقاً إلى المحيط الأطلسي غرباً. إن العروبة في منظور  عدل  هي مفهوم فلسفي-معرفي بعيد عن كافة أشكال الشوفينية اللا إنسانية؛ العروبة كما يراها  عدل  هي ذلك الحاضن الدامج لكل الشعوب التي تسكن العالم العربي، بغض النظر عن خلفياتها الإثنية أو الدينية أو الطائفية أو الثقافية المختلفة أحياناً. العروبة هوية حضارية أعمق من الانتماء الإثني، أشمل من التباينات الدينية، أوسع من الخلافات المذهبية وأكثر إنسانية من الفوارق الثقافية. العروبة بمفهوم  عدل  هي ذلك الجامع المانع لكافة أبناء الأمة العربية على اختلاف انتماءاتهم، فالأمة العربية مجموعة شعوب قد تتباين دينياً أو مذهبياً، لكنها تجتمع تحت سقف راسخ معرفياً اسمه القومية العربية.
من هنا، فإن سوريا تقوى بانتمائها القومي العلماني الديمقراطي، وتضعف عند أي تسلل للمرض الطائفي إلى جسدها الغض. لذلك فإن حزبنا يأخذ على عاتقه مهمة الدعوة إلى العلمانية المعادية للطائفية، وليس فقط الالتزام السلوكي بها وطنياً. وهو بالتالي ينظر إلى سوريا كوطن لكافة أبنائه، لهم الحقوق ذاتها، وعليهم الالتزامات ذاتها، بغض النظر عن خلفياتهم. حزبنا  عدل  يسعى بكل طاقاته إلى بناء سوريا البلد العلماني الديمقراطي بالمطلق، لأنه حزب حاضري يستشرف المستقبل.
تتميز سوريا عن غيرها من الدول العربية بأنها من أكثر تلك الدول غنى ثقافياً؛ وإذا كانت مصر هي الرائدة بإرثها العمراني الضارب في القدم؛ فإن سوريا هي الرائدة بإرثها المعرفي الذي يصل سومر باليوم. من هنا، فإن  عدل  يضع نصب عينيه أولاً إعادة تأصيل الحس المعرفي عند الفرد السوري وتعميقه، حتى يشع من وطن الحرف إلى كل الدول المجاورة كما كان على الدوام. ولأن سوريا تعددية ضمن الواحد القومي، فإن حزب عدل يلتزم الدفاع عن تلك التعددية المثمرة، في ظل الدولة العلمانية.
يرفض عدل كافة أشكال الدعوات الطائفية، بالمقابل، يعلن  عدل  التزامه المطلق بالشكل الديمقراطي للعلمانية؛ برفضه العلمانية الاستبدادية التي انتشرت وما تزال تنتشر في بعض دول العالم، هي شكل يدعي استشرف المستقبل لنوع من الإقصاء لا يختلف كثيراً عن ذلك الذي يعلن التزامه بكوابح الماضي. من هنا فالحزب يحث على المشاركة في الحياة الوطنية سياسياً ومعرفياً، ضمن أطر الدستور السوري، من أجل نقل سوريا إلى ذلك المستوى من التمدن اللائق بشعبها. ويعمل بكل الطرق من أجل تطوير الواقع الديمقراطي في الجمهورية العربية السورية بغية الارتقاء بالدولة المدنية إلى أفضل حالاتها.
حزب  عدل  من منظور اقتصادي يتبنى نظرية  الليبرالية-الاشتراكية  التي قد يتوهم بعضهم للوهلة الأولى أنها تحوي من التناقضات ما يكفي لتفجيرها من الداخل. إن الليبرالية-الاشتراكية تعني، ضمن أشياء كثيرة أخرى، فتح المجال أمام المبادرات الخاصة اقتصادياً إلى الحد الأقصى، دون التخلي عن تدخل الدولة هنا من أجل ضبط الغرائز المادية الفردانية غير المنضبطة، كي نمنع الوقوع في شرك التغوّل الرأسمالي.

### العلمانية الديمقراطية بمنظور الحزب
العلمانية كما نراها في حزب عدل رؤية موضوعية علمية للعلاقات الاجتماعية ومنهج سياسي واجتماعي معني بتنظيم هذه العلاقات تقوم علي احترام الدين وعدم تلويثه بالسياسة، وتعلي من شأن القيم الدينية. إن العلمانية لا تتعارض مع الإيمان بالمطلق. فالعلمانية التي نؤمن بها، ونعمل على نشر مبادئها في المجتمع السوري، تحترم كل الأديان السماوية، وتؤكد بان القيمة الحقيقية للأديان تكمن بما تقدمه للبشرية من خير وفضل، وبما تزرعه في أفئدتهم من تسامح، واحترام للآخر.
إننا ندعو هنا إلى نشر روح التسامح، وإلى رفض كافة أشكال الإقصاء. لقد قامت الثقافات في العالم القديم على أسس دينية؛ فكل المجتمعات الإنسانية القديمة والحديثة تبنت فكراً دينياً. لذلك لا مناص من العمل على سرمدة القيم الدينية الجوهرية، شريطة أن تخلو من روح التعصب وخاصية الإقصاء.

### أهداف الحزب
بناء سوريا الدولة المدنية، دولة الحق والقانون، الدولة التي يعيش أبناؤها بحرية، يفكّرون بحريّة، ويعبرون عما يفكرون به بحريّة. ويكون ذلك عبر التالي:
1. العمل على صيانة سيادة سوريا واستقلالها وتثبيت دورها وتفاعلها الإيجابي مع دول العالم.
2. ترسيخ الديمقراطية التي هي نظام قائم على المشاركة والمساواة بين أبناء الوطن الواحد ضمن إطار دولة القانون والمؤسسات بما يضمن احترام الحقوق الأساسية المنصوص عليها في الدستور وفي شرعة حقوق الإنسان والمواثيق الدولية، دون اجتزاء أو تفسيرات خاصة.
3. بناء مجتمع حرّ ومتصالح مع نفسه تسود فيه الطمأنينة والسلام، وتخطي الفروقات والنزاعات والهواجس الفئويّة كافة.
4. العمل على تنشيط الاقتصاد وتحديثه وفتحه على العالم، من أجل تأمين أكبر قدر ممكن من الإنماء والرفاه الاقتصادي.
5. - تشجيع وتطوير الحوار الفكري – الثقافي – السياسي حول كافة القضايا التي تهمّ المواطنين عامّة.
6. دعم الشباب وتعزيز دورهم في الحياة المجتمعية وتنشيط الحياة السياسيّة لتأمين مشاركتهم الفاعلة في الوطن السوري.
7. تبني سياسة عدم التمييز بين المرأة والرجل على كافة الصعد بما يتيح لها المزيد من المساهمة في الحياة السياسية الاقتصادية والثقافية والاجتماعية بما يتناسب مع النسبة الطبيعية للنساء في المجتمع.
8. إحداث نهضة سورية شاملة في جميع المجالات البشرية، والاقتصادية، والاجتماعية، والثقافية، والعلمية. ورفع مكانة سوريا إقليمياً ودولياً.
9. الحفاظ على موارد الوطن واستثمارها بالشكل الأمثل، مع مراعاة الحفاظ على البيئة وصحة المواطن كأساس في عمليات استغلال الموارد؛ وذلك عن طريق إيجاد الآلية التي ترتقي بالقوانين البيئية لتتناسب مع السلوكيات البشرية بحيث تشكل بمجملها حداً للتلوث والتدهور البيئيين وتطبيق مبادئ التنمية المستدامة.
10. رفع سوية الثقافة المدنية والحقوق الاساسية لجميع المواطنين حتى يمكنهم الإحاطة معرفياً بحقوقهم وواجباتهم بالصورة الأفضل.
11. تسليط الضوء على كافة مظاهر الفساد الفردية والممنهجة في المؤسسات الخاصة والعامة، والعمل الجدي على مواجهة هذه القضية بكافة الوسائل المتاحة للحزب.
12. العمل بالتعاون مع الدولة على تنظيم العشوائيات في سوريا عن طريق قيام حزبنا بطرح مجموعة من الخطط والمشاريع التي تساهم في تنفيذ التنظيم.
13. العمل بالتعاون مع الدولة على تنظيم مجموعة القوانين التي تنظم الوضع الديمغرافي السكاني في سوريا بحيث نقلل من أثر الانفجار السكاني وسلبياته على حياة المواطن السوري وعلى موارد الدولة ونبذ العادات والأعراف السلبية في المجتمع.
14. العمل على استخدام مصادر الطاقة الطبيعية التي تؤدي إلى الحد من آثار ظاهرة الاحتباس الحراري.
15. العمل على مكافحة التصحر ودعم الزراعة ودعم الثروة الحيوانية وذلك من خلال تدخل الدولة ايجابيا لحمايتها بمجموعة من الإجراءات.
16. العناية بالمراكز الدينية والأثرية ثقافيا وسياحيا وذلك لتشجيع قطاع السياحة الخارجية واتخاذ خطوات لدعم سياحة الطبقة الوسطى داخليا.
17. دعم استقلال النقابات عن الدولة وتفعيل دورها في توجيه ودعم ومراقبة أفراد المجتمع بشفافية وفق قوانين عادلة تضمن حقوق المواطنين.
18. دعم القطاع الصحي في البلد والعمل على تأمين ضمان صحي لكل المواطنين السورين يكفل طبابة كاملة.
19. العمل على دعم قطاع التعليم الأساسي وما قبل الجامعي في سوريا عن طريق رفع سوية الكادر التعليمي وتهيئته عن طريق رفع السوية المادية للمدرس وتأهيل المدرسين بورشات تعلمية رائدة تكفل تواصل مثالي بين المدرسة والطالب.
20. العمل على تطوير التعليم الجامعي الحكومي عبر زيادة عدد الجامعات الحكومية ورفع سوية كادر المدرسين الجامعيين عبر ورشات عمل ودورات تأهيلية دائمة تستفيد من تجارب الآخرين في هذا المجال؛ والعمل على ربط الجامعات المحلية بجامعات دولية مرموقة وكذلك التركيز على رفع سوية الجامعات الخاصة وإخضاعها للرقابة الشديدة من الدولة.
21. الدعوة إلى تدريس مادة الثقافة الدينية بجانب مادة التربية الدينية حيث تدرس هذه المادة كمادة أخلاق عامة.
22. بناء مراكز دراسات وبحوث تهتم بكافة أصناف العلوم؛ وتغطية نتائج هذه المراكز إعلاميا وتطبيقها على أرض الواقع لتصل نتائجها إلى كل مواطن سوري كي يبقى مواكبا للتطور العالمي.
23. العمل على تحديث آلية عمل الإعلام السوري واستقلاليته.
24. العمل على تعزيز حرية الصحافة والطباعة والنشر واستقلاليتها وفقا للقانون السوري.

### مبادىء الحزب

محاضرة السويداء

يحدد البرنامج السياسي للحزب أهدافه ومبادئه:
1. يلتزم الحزب في نشاطه بنصوص الدستور والقوانين النافذة للدولة وبخاصة قانون الأحزاب ولائحته التنفيذية ويسعى لتطويرها بالطرق الدستورية، بما يتناسب مع نظرة الحزب لسوريا المستقبل.
2. يعمل الحزب على تطوير الدولة معرفياً والارتقاء بالمجتمع ثقافياً. ولا بد بالتالي هنا من اعتماد مبدأ الحرية - الديمقراطية في نشر الفكر واعتماد المنهج العلمي في الترويج لروح المعرفة بين المواطنين عامة وبين أعضائه بشكل خاص؛ إن ترسيخ روح الحوار بين مكونات المجتمع في إطار الحرية هو الصفة الأساسية في آدمية المواطن والعامل الأصيل في الحفاظ على كرامته؛ لذا فإن الحزب يتخذ من هذا المبدأ أساسا لنشر المباديء والمفاهيم الليبرالية البناءة في المجتمع.
3. العمل على حماية الحقوق والحريات المتعلقة ببعض الفئات الخاصة مثل أصحاب الاحتياجات الخاصة والأطفال والأكثر فقراً.
4. رفض كافة أشكال التمييز التي تتناقض مع مدنية الدولة التي تقوم على أسس المواطنة والمساواة بين كافة المواطنين في الحقوق والواجبات، فالوطن لجميع أبنائه بغض النظر عن خلفياتهم.
5. ترسيخ مبدأ العدالة الاجتماعية التي ترتكز على المساواة وتكافؤ الفرص بين كافة المواطنين، والعمل على بناء نظام قادر على إعادة توزيع الثروة وفقاً للقدرة الإنتاجية للفرد، مع مراعاة الفئات الأضعف وذوي الاحتياجات الخاصة، وتوفير الفرص والخدمات بالتساوي للمناطق المحرومة.
6. تفعيل مبدأ سيادة القانون، حيث يعد هذا المبدأ الركيزة الأساسية في الدول والأنظمة الديمقراطية؛ والتنبيه على أهمية تحقيق استقلالية ونزاهة القضاء، لما يمثله من حجر الأساس في تطبيق هذا المبدأ.
7. حزب عدل حزب علماني يؤكد على ضرورة فصل الدين عن الدولة، ويؤمن بحرية المعتقد والضمير وممارسة الشعائر والطقوس الدينية لجميع الأديان والمذاهب دون الإضرار بالمصالح العامة أو الاعتداء على حرية المواطنين وفق ما ورد في الدستور والقوانين السورية.
8. يؤمن الحزب بأهمية الدور المناط بمؤسسات المجتمع الأهلي والمنظمات غير الحكومية، ويسعى لتأمين استقلاليتها وتفعيل دورها في عملية التنمية في إطار من المشاركة بين المجتمع والدولة وتعزيز المسؤولية الاجتماعية للفرد ولرأس المال.
9. يرفض الحزب كافة أشكال التمييز بين المرأة والرجل والتأكيد على أهمية مكانة المرأة ودورها الإيجابي في البناء والمشاركة باعتبارها نصف المجتمع. ويسعى لتفعيل إسهامها في الحياة العامة ولتبني سياسات تؤدى إلى تدعيم مكانتها سياسياً واقتصادياً واجتماعياً وثقافياً وتشجيعها على المشاركة المجتمعية بجميع أشكالها.
10. يعّد الحزب شباب سوريا الذين يمثلون النسبة الأكبر من الشعب في مركز اهتمامه، كونهم الطاقة الكامنة للبلد وعماد المستقبل الواعد لتحقيق التنمية والتقدم، ويسعى إلى إتاحة الفرص أمامهم للمشاركة في جهود التنمية كافة، وتولي المواقع القيادية في المجالات المختلفة في بناء الوطن.
11. يرى الحزب، انطلاقا من إيمانه بالمسؤولية الاجتماعية للدولة، أن تقديم الخدمات العامة يعد التزاماً أساسياً من أجل تحسين الظروف المعيشية للمواطنين لاسيما غير القادرين منهم، كما يرى الحزب أن أفضل أسلوب لتقديم الخدمات العامة يكون عن طريق الإدارة الاقتصادية في ظل رقابة الدولة عليها وتدخلها ايجابيا، سواء أقامت بتقديمها الهيئات أو الشركات العامة أو مؤسسات القطاع الخاص، وبما يؤدي إلى تحديث الأجهزة الخدمية ورفع مستويات أدائها.
12. تكريس ثقافة التسامح في المجتمع وقبول الاختلاف كمنعكس لمفهومالمواطنة الذي يشكل عصب الدولة المدنية.
13. إنتاج معادلة وطنية قوامها حقوق الإنسان ودولة المؤسسات وفصل السلطاتالثلاث وفصل الدين عن الدولة من خلال نظام ديمقراطي يجسد علمانية الدولة ومدنية مؤسساتها.
14. ضمان حقوق جميع مكونات الهوية السورية كمكونات تاريخية أصيلة وجزء من الكل السوري من حيث المواطنة في الحق والواجب. والحفاظ على خصوصيتها،

ورعاية حقوقها الثقافية، وصياغة مفهوم جديد للهوية الوطنية يعكس هذا الطيف المتنوع في إطار وحدة البلاد وتحت سقف القانون. وحل جميع القضايا
الوطنية العالقة في سوريا حلا عادلا واعتبارها قضايا وطنية بامتياز تمثل نسيجا وطنيا سوريا واحدا وفي مقدمتها قضايا الجنسية والهوية.

### برامج الحزب ووسائله
على الصعيد الداخلي:
1. معرفياً:

حزب  عدل  يضع نصب عينيه أولاً التنمية المعرفية المستدامة، التي هي الأساس الحقيقي لكل أنواع التنمية المستدامة.  فعدل  يعتقد جازماً أن المعرفة هي الأكثر أهمية كعامل في بناء الدولة المدنية، والذي يفوق في أهميته غيره من العوامل إن على الصعيد السياسي أو الاقتصادي أو الاجتماعي؛ فلا حياة عقلانية حقيقية في المجتمع دون منظومة معرفية عالية السوية قيمياً، يكون حاملها مجتمعياً التربية الديمقراطية المدنية العلمانية. أما الوسيلة إلى ذلك برأي  عدل  فتكون بتفعيل دور المؤسسات الثقافية في المجتمع وزيادة عددها والتأسيس لمنابر ثقافية جديدة من صحف ومجلات ودور نشر ومراكز ثقافية ومطبوعات وكتب دورية وغيرها من أدوات ووسائل تعيد الثقافة للمجتمع الذي غاب عنها لعقود طويلة؛ وحماية ذلك كلّه بحرية معرفية كاملة.
يسعى الحزب إلى نشر ثقافة العلمانية ليست بوصفها رفضاً للطائفية وتحييدها عن المنظومات السياسية فحسب، بل باعتبارها نهجاً فلسفياً شاملاً يطال البنى المجتمعية السورية كافة ويدخل في منظومة القيم الوطنية والمجتمعية العليا وفي القوانين والتشريعات وفي دستور الدولة كفضاء فلسفي معرفي سام، يضمن فيها الجميع حقوقه، كمواطنين أحرار مستقلين، في المعتقد والانتماء الديني والفكري والثقافي ويقرّ بكامل واجباته ، تحت سقف الدستور.
1. مجتمعياً:

يسعى الحزب ضمن برامجه وخططه وأدبياته إلى العمل على صهر المجتمع السوري بكافة أطيافه الغنية في بوتقة مجتمع مدني ديمقراطي ، يسوده مناخ شامل من الحريات، تتفاعل فيه جميع الانتماءات بغية تحريض فعل الخلق إلى أقصى مراحله.
يسعى الحزب في برامجه الحالية والمستقبلية على تفعيل دور المرأة في المجتمع بوصفها نصف المجتمع وتحريرها من القيود الاجتماعية المتخلفة، عبر إعادة النظر ببعض مواد قانون الأحوال الشخصية المجحفة بحق المرأة وكل القوانين القائمة على أساس تميزي، التي تحرم المرأة من القيام بدورها بشكل كامل كأنسان لا يجب تمييزه عن الرجل في أي موقع.
تتميز سوريا بأنها مجتمع فتي شاب يمتلك الكثير من الطاقات الهائلة؛ لذلك يركز الحزب على تفعيل دور الشباب وإعطائه الأهمية القصوى لتوظيف طاقاته بالشكل الأمثل من خلال خلق المشاريع وفرص العمل وبناء المراكز والمؤسسات التعليمية والبحثية، بما يضمن للشباب حق وممارسة أدوارهم المجتمعية على نحو كامل، مع خلقالضمانات المستقبلية لهم لتعزيز دورهم الوطني.
1. اقتصادياً:

يسعى الحزب إلى بناء الاقتصاد الليبرالي الاشتراكي وترسيخ قيمه ومبادئه الثقافية والاقتصادية وذلك من خلال التوزيع العادل للثروة والدخل القومي والحفاظ على مصالح الطبقات باختلاف أنواعها، والدفع بالتنمية المستدامة إلى أقصى حالاتها. لا بد هنا من دعم تنامي الطبقة الوسطى، الرافع الأهم اقتصادياً للمعرفة ، حتى لا تتآكل بالكامل. وهذا يكون بإعطاء الأولوية للتنمية الاقتصادية في شتى المجالات ودعم رأس المال الوطني والقطاع الصناعي والزراعي والسياحي والخدمي وتسهيل حركة تبادل رؤوس الأموال وإطلاق الطاقات الاقتصادية الخلاقة والمبدعة الوطنية البناءة دون قيود.
يسعى الحزب إلى المحافظة على دور الدولة كداعم للقطاعات الخدمية والمعيشية الأساسية كالصحة والتعليم والثقافة وكضامن لمنع الاحتكار الاقتصادي بكل أشكاله ومنع تراكمات رؤوس الأموال بأيدي قلة قليلة من الناس؛ كذلك يعتبر الحزب أن من واجبات الدولة تشجيع الاستثمار الوطني بآليات تضمن زيادة إنتاجها وتحسين شروط بقائها واستمراريتها. لا بد من إنهاء الشكل الحالي لدور الدولة في الاقتصاد المركزي الريعي الموجه والذي أثبت أنه عدم قدرته على التنمية المطلوبة في الدولة والمجتمع، لأنه لم ينم المبادرة الخاصة ضمن منظوماته، فتكون الدورة الاقتصادية المجتمعية مرهونة بنمط إنتاج متطور وفعال ومحقق للتنمية الحقيقية.
على الصعيد الخارجي:
1. إقليمياً وعربياً:

سوريا، برأي الحزب، جزء لا يتجزأ من بلاد الشام، التي هي بدورها قطعة تتكامل عضوياً مع الوطن العربي الكبير، الممتد من الخليج العربي شرقاً إلى المحيط الأطلسي غرباً. لذلك يسعى الحزب إلى إقامة أفضل العلاقات مع الدول الصديقة. كما يسعى إلى بناء علاقات تكاملية مع الدول العربية.
يسعى الحزب إلى استعادة الأراضي العربية المحتلة بكافة السبل الممكنة، بما يضمن قامة السلام العادل والشامل في المنطقة ويحفظ الحقوق الوطنية والعربية في مناخ من الحرية والديمقراطية يتناغم فيه الجميع لمصلحة الجميع.
1. دولياً:

يرى حزب  عدل  أن سوريا بلد غني جداً بثرواته الطبيعية وطاقاته البشرية وامتداداته الحضارية الضاربة في أعماق التاريخ الإنساني. لذلك يسعى الحزب إلى الحفاظ على مكانة سوريا كدولة ذات سيادة مستقلة، كبلد يسعى إلى بناء مشروعه الحضاري والإنساني من خلال نقله إلى مناخ من الحرية والديمقراطية والنظام المدني للدولة مع الحفاظ على مسافة متساوية من جميع الأقطاب العالمية التي تخدم مصلحة الجمهورية العربية السورية.
والالتزام بالمواثيق والاتفاقيات الدولية المصادق عليها من الجمهورية العربية السورية.
يمارس حزب عدل نشاطه بالوسائل السلمية والديمقراطية لتحقيق برامج الحزب المعلنة في كافة الاصعدة السياسية والاجتماعية والثقافية عن طريق المشاركة في الحياة السياسية حسب المادة الثامنة من الدستور السوري الحالي وقانون الأحزاب ولائحته التنفيذية.

## مفهوم الدولة عند حزب عدل
الدولة ليست تعبير عن صفة دينية أو ثقافية أو قومية وإنما هي شكل من أشكال تنظيم الإرادات لمجموع الأفراد المتوافقين على بنود العقد. أما الخصائص الفردية للمواطنين مثل الخصائص الدينية المذهبية أو القومية والعرقية أو الثقافية فهي تعد ضمن الحقوق الشخصية واجب على الدولة احترامها وحمايتها لجميع مواطنيها دون أن تكون هي ممثلة لواحد منهم.
بهذا الفهم والتعريف لماهية الدولة ووظيفتها نضمن تحقيق المساواة والعدالة لجميع المواطنين بحيث يمكنهم التعامل معها مباشرة دون الحاجة للمرور بالطائفة. وهذا هو الحد العام والمبسط لمفهوم الدولة العلمانية.

## اسس الدولة العلمانية عند حزب عدل
1. ان حق المواطنة هو الأساس في الانتماء بمعنى اننا جميعاً ننتمي إلى سوريا بصفتنا سوريين ( مسيحيين، مسلمين , شيعة، دروز , ارمن، يزيدية ، سريان، اكراد... ).
2. ان الأساس في الحكم للدستور الذي يساوي بين جميع المواطنين ، ويكفل حرية العقيدة دون محازير أو قيود.
3. ان المصلحة العامة والخاصة أساس التشريع .
4. ان نظام الحكم مدني ، يستمد شرعيته من الدستور ويسعى لتحقيق العدل من خلال تطبيق القانون ويلتزم بميثاق حقوق الإنسان .

هذا و نرى في حزب عدل أن الليبرالية العلمانية في ظل غياب الدولة ومؤسساتها عن التطبيق الفعلي لهما هي الأسلوب الأمثل للقضاء على الطائفية، لأن العلمانية بمعناها الواسع هي مرادفة لحقوق الإنسان وضامنة للحريات الدينية ومكملة لمفهوم الديمقراطية طالما كانت حيادية تجاه الأديان فإنها ستحقق هدف الوحدة الوطنية خاصة في هذا الظرف الذي يتطلب الإسهام الحقيقي المبني على النزاهة والإخلاص في إرساء قواعد دولة العدل والقانون .
ما يهمنا هو المشروع السياسي لأننا لسنا مشروعا طائفيا، ولن يتحقق هذا إلا بتعديل الدستور وتطبيق نظام العلمانية بديلا عن ما هو قائم حالياً وفصل الدين عن الدولة ومؤسساتها والمطلوب هو دستور علماني يساوي بين المواطنين بغض النظر عن معتقداتهم لأجل تحقيق هدف المصالحة الوطنية لان ما يهدد مكونات المجتمع ويشعل فتيل الفتنة هو إبراز طرف على حساب طرف آخر وإنكاره وهذه بحد ذاتها مشكلة جوهرية إذا لم يوضع لها حل فإننا لن نخرج من دائرة العنف التي تتصاعد يوما بعد يوم .

## شروط الانتساب إلى حزب عدل
يحق لكل مواطن سوري تتوفر فيهم الشروط التالية أن يكون عضواً في الحزب:
‌# أن يكون متمتعاً بالجنسية العربية السورية منذ خمس سنوات على الأقل ويستثنى من هذا الشرط المشمولون بأحكام المرسوم التشريعي رقم\49\ لعام 2011 الخاص بمنح المسجلين في سجلات أجانب الحسكة الجنسية العربية السورية.
1. أن يكون متماً الثامنة عشرة من عمره بتاريخ تقديم طلب الانتساب.
2. أن يكون متمتعاً بحقوقه السياسية والمدنية الكاملة.
3. غير محكوم بجناية أو جنحة شائنة وأن يتمتع بسمعة طيبة وسيرة حسنة.
4. غير منتسب إلى أي حزب سياسي آخر عند أو بعد التقدم للانتماء للحزب.
5. أن لا يكون منضماً إلى أي جهة أو منظمة تتعارض مبادئها وأهدافها وعملها مع مبادئ الحزب وأهدافه.
6. أن يؤمن بأهداف الحزب ومبادئه كما يحددها البرنامج السياسي للحزب .
7. أن يلتزم العمل بأنظمة الحزب ونظامه الداخلي .
8. أن يحترم الدستور والقانون ويعمل تحت سقفهما وأن يؤمن بالنظام الديمقراطي التعددي.
9. أن يلتزم أصحاب المناصب القيادية في الحزب بتعهد خطي بعدم الترشح لأي من المناصب التنفيذية والقضائية والعسكرية في البلد ويعتبر الشخص مفصولا تلقائيا من منصبه القيادي وينتخب غيره في حال المخالفة.

## أرشيف المقالات المختارة للمؤسسين
| مقالات مختارة للدكتور نبيل فياض |
| رغم دراسته الصيدلة إلا أن ميوله الفكرية واهتماماته الثقافية لها قصة أخرى، حيث بدأت بقراءة مستلهمة للفلسفة الأوربية، خصوصاً فريدريك نيتشه، نيتشه، والأدب الأوربي، ودرس اللاهوت المسيحي في الكسليك بلبنان، وفي هذا الاتجاه تعلم العبرية والآرامية، مما فتح له آفاقاً كبيرة في الرجوع إلى مصادر الفكر الديني بلغتها الأم، وهذا فضلاً عن إتقانه للّغات الألمانية والإنكليزية والإيطالية. اهتم بدراسة الطوائف والأقليات الدينية والمذهبية، يبحث عن جذورها وتاريخها، ويدافع عن حقوقها، ويلقي الضوء الكافي على ما لحق بها من اضطهاد وقمع في ظل الدول السُّنّيّة المتعاقبة. وقد عمل فترة في الصحافة اللبنانية، وقام في هذا الإطار بدراسات ميدانية للطوائف والفِرَق الدينية في المنطقة. ولأنه يتناول المفاهيم والمؤسسات الدينية والسياسية بالنقد الجذريّ في أبحاثه وكتاباته ويدافع عن حقوق الأقليات والطوائف المضطهَدة وعن حرية الرأي والكلمة وممارسة التفكير . - ارشيف مقالات نبيل فياض على موقع منظمة صوت العقل - ارشيف مقالات نبيل فياض على موقع الناقد - ارشيف مقالات نبيل فياض على صفحة عدل |
| مقالات مختارة للدكتور الياس الحلياني |
| الدكتور الياس حلياني أحد مؤسسي التجمع العلماني الديمقراطي الليبرالي في سوريا عام 2004.. والذي يعتبر أول حركة ليبرالية حقيقية في سوريا. وضع عدة مؤلفات وكتباً في الشأن السرياني منها الحضارة السريانية عبر التاريخ، الموجز في شرح اللؤلؤ المنثور، علامات مضيئة في تاريخ البشرية، أنشودة اسمها مار افرام. كتب على موقع الحوار المتمدن تحت باسم سلطان الرفاعي وتتنوع مواضيع مقالاته بين السياسية النقدية و الاجتماعية . مدرس سابق في الجامعات السورية وحائز علي ماجستير في الفارماكولوجي ، كما يشغل المنسق العام للتيار الليبرالي السوري. - مقالات الياس الحلياني على موقع منظمة صوت العقل - مقالات الياس الحلياني على الحوار المتمدن - ارشيف مقالات الياس الحلياني على صفحة عدل |
| مقالات مختارة للشاعرة غادة عزاوي |
| - من أرشيف كتابات و مقالات غادة عزاوي |

## مصادر

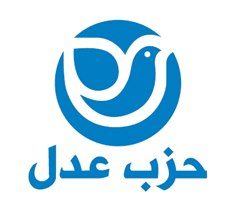
حزب عدل